# Mikhail Ivanovich Glinka
Mikhail Ivanovich Glinka (tiếng Nga: Михаи́л Ива́нович Гли́нка) (1 tháng 6 [lịch cũ 20 tháng 5] năm 1804 tại Novospasskoye, Smolensk, Nga - 15 tháng 2 [lịch cũ 3 tháng 2] năm 1857 tại Berlin, Đức) là nhà soạn nhạc nổi tiểng người Nga, người góp phần rất lớn trong việc xây dựng nền âm nhạc kinh điển của Nga, đồng thời còn là nhà soạn nhạc đầu tiên cua Nga được thế giới công nhận. Tác phẩm nổi tiếng nhất của ông là vở opera Ivan Susanin và vở opera tráng ca-thần thoại Ruslan và Lyudmila.

## Thân thế sự nghiệp
Mikhail Glinka sinh ra trong một gia đình điền chủ giàu có. Khi còn nhỏ, Glinka tỏ rõ năng khiếu âm nhạc. Cậu bé Glinka đã theo học và chơi violin và cả piano trong gia đình mình. Sau khi chuyển về Sankt Peterburg vào năm 1817, Glinka theo học với một số thầy giáo về âm nhạc như John Field, M. Mayer, sau đó tiếp tục học tại Berlin, thù đô nước Đức, để nâng cao kiến thức về lý thuyết âm nhạc. Trong các năm 1824-1828, ông làm việc tại Bộ Giao thông Nga, đồng thời biểu diễn nhiều chương trình đơn ca với tư cách là một ca sĩ không chuyên. Từ năm 1828, nhà soạn nhạc tương lai của nước Nga Sa hoàng bắt đầu học một cách nghiêm chỉnh về môn sáng tác với thầy Zamboni. Từ năm 1830 đến 1834, Glinka sống tại Ý, Anh, Đức. Khi cư ngụ tại Ý (cụ thể là tại Milano), ông đã nảy ý định viết một vở opera đậm chất Nga, nên đã đến Viên và Berlin học thêm về sáng tác với ông thầy Sigfried Dehn. Trở về Sankt Peterburg, nhà soạn nhạc Nga đã sáng tác vở opera nổi tiếng Ivan Susanin. Lúc đầu tác phẩm này có tên gọi Cuộc đời vì Nga hoàng. Vở opera đã được dàn dựng và biểu diễn thành công vào năm 1836. Năm 1837, ông lãnh chức nhạc trưởng của Đội nhạc Hoàng gia Nga cho đến năm 1839. 3 năm sau khi từ chức, ông sáng tác vở opera thứ hai Ruslan và Lyudmila. Cuối đời ông sông và sáng tác âm nhạc chủ yếu ở nước ngoài. Tháng 4 năm 1956, nhà soạn nhạc đầu tiên của Nga được thế giới công nhận chuyển tới Berlin và tạ thế một năm sau đó tại thủ đô nước Đức. Ông được mai táng tại quê hương nước Nga của mình (tại Sankt Peterburg).

## Phong cách sáng tác
Có thể nói sự ra đời của vở opera Ivan Susanin đã khai sinh nền âm nhạc kinh điển của Nga. Glinka là người khai sáng những thể loại chủ yếu của âm nhạc chuyên nghiệp Nga. Vở opera tráng ca-thần thoại Ruslan và Lyudmila đã vạch ra con đường phát triển của nghệ thuật opera Nga. Những tuyệt tác của ông như các romance Tôi nhớ phút giây diệu kỳ, Làn gió nhẹ trong đêm,... trở thành các khuôn mẫu kinh điển cho viêc thể hiện những hình tượng láng mạn, thơ mộng trong âm nhạc. Nhưng tác phẩm cho dàn nhạc (cùng với các overture của các vở opera nói trên) như Vales fantasie, Capriccio brillante, các bản overture Điệu Hota vùng Aragon, Đêm ở Madrid, và bản Kamarinskaya là các tác phẩm có vai trò quan trọng trong việc hình thành nên giao hưởng cua Nga. Glinka đã thâu tóm tinh hoa của các nhà soạn nhạc Nga đi trước và mở ra một giai đoạn phát triển không chỉ âm nhạc Nga mà còn là toàn nền nghệ thuât Nga.

## Các tác phẩm
Các vở opera Ivan Susanin(1836), Ruslan và Lyudmila(1842), giao hưởng dựa trên 2 chủ đề nhạc Nga(1834, được V.Shebalin hoàn thành và xuất bản năm 1948), Valse fantasie(1839-1856), Điệu Hota vùng Aragon(bản overture Tây Ban Nha số 1, năm 1845), Đêm ở Madird(Những hổi ]cs về đêm hè ở Madrid, overture Tay Ban Nha số 2, 1851), Kamarinskaya(fantasia dựa trên 2 chủ đề ca khúc Nga-chủ đề nhạc hôn lễ và nhảy múa, 1848) và các tác phẩm khác cho dàn nhạc, Septet (1822-1826), Sextet(1832), hai bản tứ tấu(1822-1826, 1830), Tam tấu bi thươngcho piano, clarinet và bassoon(1832), sonata cho viola và piano(1825-1828), những khúc nhạc cho piano: norturne, biến tấu, mazurka, valse, polka..., khoảng 80 romance, hòa ca thanh nhạc hợp xướng và dàn nhạc, etude cho pianovaf những bài luyện giọng hát, bản ghi 17 điệu dân ca Tay Ban Nha, những bản cải biên dân ca, sách dạy hát, những ghi chép dẫn giải về phối khí.